# 신흥로 (포항시)
신흥로(Sinhung-ro)는 대한민국의 경상북도 포항시 북구 신광면에서 시작하여, 흥해읍을 거쳐 흥해사거리까지 연결하는 도로이다.